# Um Kopf und Kragen (1978)
Um Kopf und Kragen ist eine US-amerikanische Filmkomödie aus dem Jahr 1978 mit Burt Reynolds und Sally Field in den Hauptrollen.

## Handlung
Sonny Hooper ist die Nr. 1 unter den Stuntmen. Auf einer Wohltätigkeitsveranstaltung für ein Waisenhaus lernt er den ehrgeizigen Nachwuchsstuntman Ski kennen. Bei einem Hochhausstunt von Ski muss sich Sonny eingestehen, dass Ski ein vielversprechendes Talent unter den Stuntmen ist. Obwohl er ihn nicht ausstehen kann, lädt er ihn am nächsten Tag zu sich nach Hause ein. 
Nach einem Sprung aus siebzig Metern auf eine Feuerwehrmatte verletzt sich Sonny und sucht einen Arzt auf. Dieser klärt ihn über seinen Gesundheitszustand auf und ermahnt ihn, dass schon ein einziger Schlag auf den Kopf reichen würde, um eine Lähmung von Kopf bis Fuß zu bekommen oder eventuell auch sterben zu können. Von Roger erfahren Sonny und Ski von einem waghalsigen Stunt. Dieser Coup soll ihnen 100.000 Dollar bringen: der Sprung in einem raketenbetriebenen Auto über eine gesprengte Brücke. Im Krankenhaus erfährt Sonny, dass Jocko Doyle einen Schlaganfall erlitten hat. Daraufhin erklärt Sonny seiner Geliebten Gwen, dass er den Job als Stuntman an den Nagel hängen werde, sobald der letzte Film vollendet ist. Jedoch erfährt Gwen von Cully vom Gesundheitszustand Sonnys und vom waghalsigen Raketenautostunt. 
Unentschlossen, den Stunt durchzuführen, kann ihn schließlich Produzent Max Berns dazu überreden, da dessen Job auf dem Spiel stehe. Während der Vorbereitungen und einer kurzen Verfolgungsjagd mit einem Sheriff verstehen sich Sonny und Ski immer besser. Nachdem der Hundert-Meter-Sprung über die Brücke erfolgreich war, entschuldigt sich Roger bei Sonny für das, was zwischen ihnen in der Vergangenheit vorgefallen war. Doch anstatt die Entschuldigung anzunehmen, verpasst er Roger einen Schlag ins Gesicht.  

## Kritiken
Das Lexikon des internationalen Films meint „Eine Art Hommage auf die mutigen Doppelgänger der Filmschauspieler, für die sie gefährliche Actionszenen spielen, stellenweise gewürzt mit turbulentem Slapstick. Der Unterhaltungswert mindert sich durch die bedenkliche Männlichkeitsideologie und die streckenweise allzu reißerische Wirkung.“

## Auszeichnungen
Der Film wurde bei der Oscarverleihung 1979 in der Kategorie Bester Ton nominiert.

## Hintergrund
Kinostart in Deutschland war am 26. Oktober 1978. Die Dreharbeiten fanden in Kalifornien und in Alabama statt. Sowohl Burt Reynolds als auch Regisseur Hal Needham starteten ihre Filmkarriere als Stuntman.
Der Film startete am 27. Juli 1978 in den US-Kinos und spielte weltweit über 78 Mio. US-Dollar ein.